# Bob Kushell
Bob Kushell is een Amerikaans scenarioschrijver en producer. Hij heeft geschreven voor series als The Simpsons, Jake in Progress en Grounded for Life.

## Filmografie
- Jake in Progress
- Hidden Hills
- Grounded for Life
- Normal, Ohio
- The First Gentleman
- 3rd Rock from the Sun
- The Simpsons
- Duckman: Private Dick/Family Man
- The Incredibles
- Yo Yogi!
- Bad Boys
- Dream On